# غويسان (محافظة)
محافظة غويسان (غويسان-غون) هي محافظة في مقاطعة تشنغتشونغ الشمالية، كوريا الجنوبية.